# BF Antliae
BF Antliae eller HD 86301, är en ensam stjärna belägen i den norra delen av stjärnbilden Luftpumpen. Den har en skenbar magnitud av ca 6,32 och är mycket svagt synlig för blotta ögat där ljusföroreningar ej förekommer. Baserat på parallax enligt Gaia Data Release 2 på ca 6,90 mas, beräknas den befinna sig på ett avstånd på ca 473 ljusår (ca 145 parsek) från solen. Den rör sig bort från solen med en heliocentrisk radialhastighet på ca 18 km/s.

## Egenskaper
BF Antliae är en vit till blå stjärna i huvudserien av spektralklass A4 V, som är i slutet av dess period i huvudserien. Den har en massa som är ca 2,4 solmassor och utsänder energi från dess fotosfär motsvarande ca 67 gånger solen vid en effektiv temperatur av ca 7 700 K.

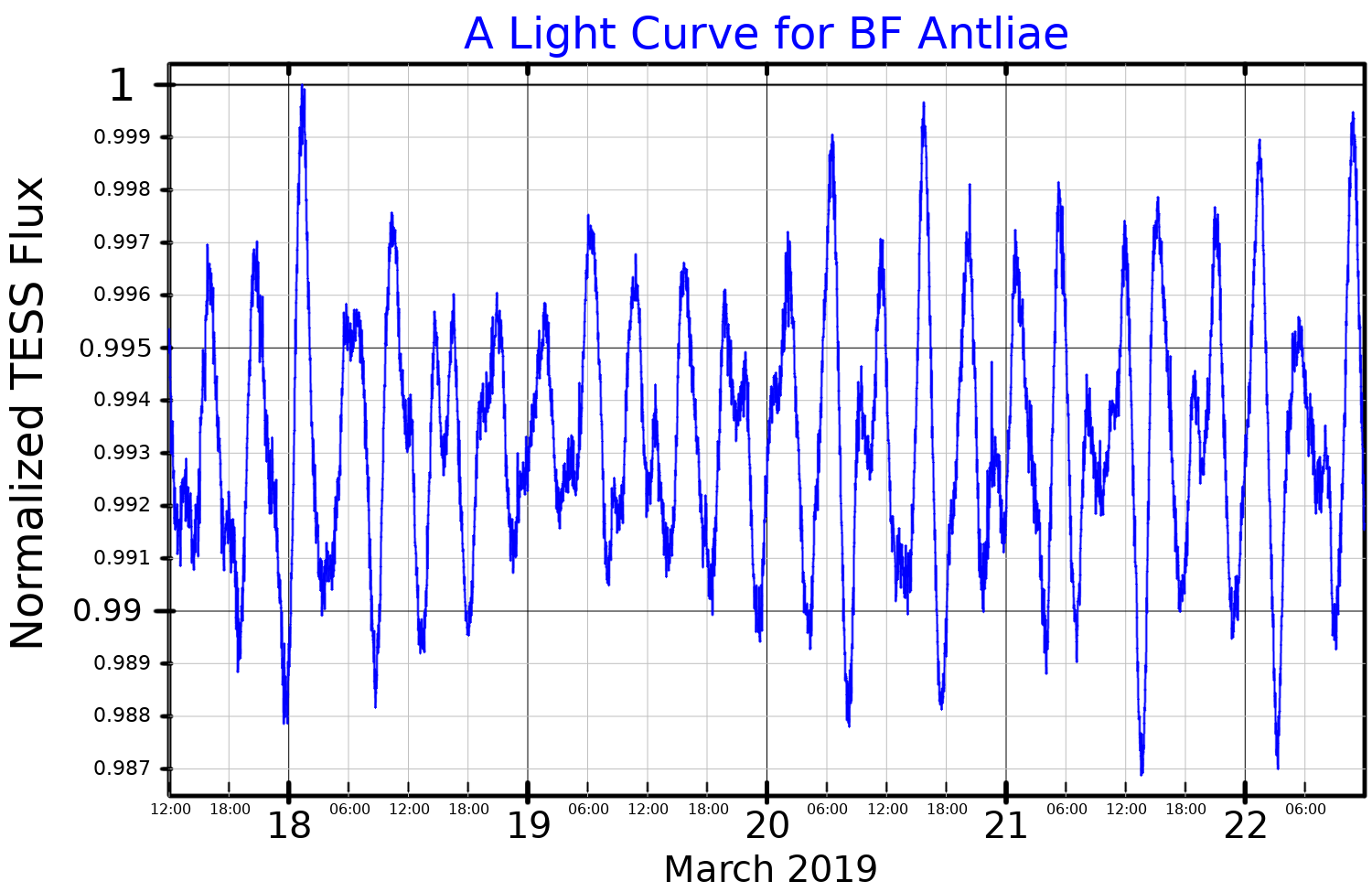
Ljuskurva för BF Antliae, plottad från TESS-data.

BF Antliae är en Delta Scuti-variabel som varierar med 0,01 magnitud. Dessa är kortperiodiska (högst sex timmar) pulserande stjärnor som har använts som standardljus och som objekt för att studera astroseismologi. Handler och Shobbrook (2002) noterade att stjärnan ligger nära den "heta lysande gränsen för Delta Scuti instabilitetsremsan", och den verkar vara "multiperiodisk med en tidsskala på 3,8–6 timmar".